# Ваља Далжиј (Хунедоара)
Ваља Далжиј (рум. Valea Dâljii) насеље је у Румунији у округу Хунедоара у општини Рау де Мори. Oпштина се налази на надморској висини од 461 m.

## Становништво
Према подацима из 2002. године у насељу је живело 289 становника, од којих су сви румунске националности.